# 메건 폭스
메건 데니즈 폭스(영어: Megan Denise Fox, 1986년 5월 16일~)는 미국의 배우, 모델이다. 2001년 영화 《홀리데이 인 더 선》을 통해서 데뷔를 했고, 2004년 《희망과 신념》에서 처음으로 주연을 맡았으며, 《드라마 퀸》 에도 출연하였다. 이후 2007년 블록버스터 영화 《트랜스포머》에서 미카엘라 베인스 역(주연)을 맡은 계기로 큰 인기를 얻게됨과 동시에 틴 초이스 어워드의 후보로 오르기도 했다. 2009년에는 트랜스포머의 두 번째 작인 《트랜스포머: 패자의 역습》에 출연해 훨씬 폭넓은 명성을 얻게되며, 같은 해에 《죽여줘! 제니퍼》에서도 주연을 맡았다.
폭스는 현대에서 섹스 심벌로 가장 잘 알려진 여성 중 한명으로, 《맥심》, 《롤링 스톤》, 《FHM》와 같은 잡지에서 선정하는 섹시 순위에 자주 포함된다. 또한 미디어에서 "차세대 안젤리나 졸리"라고 불릴 정도로 안젤리나 졸리와 많은 비교가 되고 있다. 한편, 《베버리 힐즈 아이들》에서 처음만난 브라이언 오스틴 그린과 2004년부터 정식적인 연애관계로 발전했다. 그리고 2010년 6월 하와이에서 브라이언 오스틴 그린과 함께 비밀리에 결혼을 올렸다. 2015년 8월 21일, 두 사람은 언론에 이혼을 공식 발표하고 이후 이혼 소송을 시작하였지만, 2016년 재결합과 세 번째 임신을 발표하였다.

## 어린 시절
메건 폭스는 1986년, 미국 테네시주의 오크리지에서 어머니 달린 토나키오와 아버지 프랭클린 폭스 사이에서 태어났으며, 잉글랜드, 스코틀랜드, 독일, 프랑스, 스코틀랜드계 아일랜드(북아일랜드), 북미 원주민 포우하탄의 혈통을 지녔다. 폭스는 "매우 엄격한 오순절 교회(pentecost)집안"에서 자랐으나, 이후 12년간 가톨릭 계열 학교를 다녔다. 어렸을 적 부모님이 이혼하면서 폭스와 언니는 어머니와 재혼한 새아버지 토니 토나시오와 함께 살았다. 폭스는 매우 엄격하게 자랐기 때문에 남자 친구를 사귀거나 친구들을 집에 초대하지 못했다. 이후 돈을 벌어 독립할때까지 엄마와 함께 살았다.
폭스는 테네시주 킹스턴에서 살던 5세부터 연기와 춤 수업을 받았다. 또한 지역 문화센터 댄스 수업, 킹스턴 초등학교 합창단, 킹스턴 클리퍼스 수영팀으로 활동했다. 10살때 플로리다주 세인트피터즈버그로 이사하고 나서도 이러한 수업을 계속 받았다. 13살이던 1999년 사우스 캘리포니아 힐턴 헤드에서 열린 아메리칸 모델-탤런트 총회에서 입상하고 나서부터 모델 일을 시작했다. 17살에는 통신 관련 학교를 다니기 위해 캘리포니아주 로스앤젤레스로 이사했다.
또한 중고등학교 시절 따돌림을 당했던 사실을 여러 번 이야기하였는데, 그것은 외모 때문이 아니라 남학생들과 잘 어울리며 약간은 공격적인 성격 때문에라고 말했다. 고등학교 시절 왕따를 당했던 것에 대해 "모두 나를 싫어했고 집단 따돌림을 당했다. 내 친구들은 모두 남자였는데, 매우 공격적인 성격을 가져 여자 아이들이 싫어했다. 인생에서 유일한 여자 친구는 한 명뿐이다"라고 말했다. 같은 인터뷰에서 공교육에 불만이 많으며, 본인이 받은 교육은 중요하게 느껴지지 않았다고 말했다.

## 경력

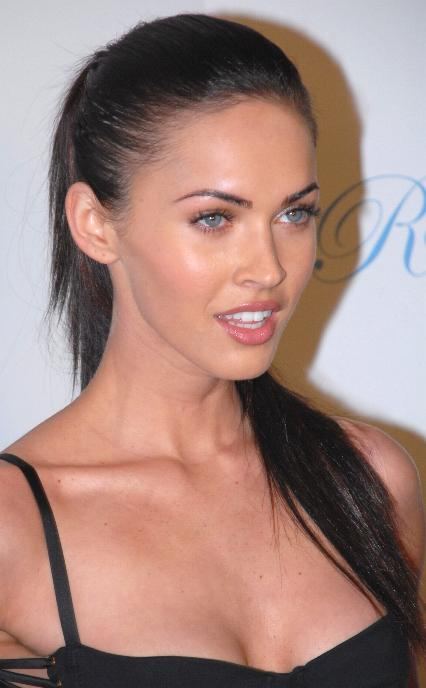
2007년 12월 메건 폭스

2001년 당시 15살이던 폭스는 영화 《홀리데이 인 더 선》에서 알렉스 스튜어트(애슐리 올슨)의 라이벌이자 상속녀 브리아나 윌리스 역으로 출연하며 데뷔했다. 이 영화는 2001년 11월 20일 DVD로 개봉되었다. 2년 뒤 텔레비전 드라마 《What I Like About You》와 《두 남자와 1/2》에 게스트로 출연했고, 영화 《나쁜 녀석들 2》(2003)에서 엑스트라로 출연했다. 2004년 《드라마 퀸》에서 로라(린제이 로한)과 경쟁하는 카라 산티니 역으로 출연하며 정식으로 영화 데뷔를 했다. 같은 해 ABC의 시트콤 《희망과 신념》에서 레귤러 역할 시드니 샤노스키로 캐스팅되었다. 폭스는 시즌 2부터 3까지 출연했으며, 2006년 5월 종영되었다.
2007년 동명의 소설을 원작으로 한 실제액션 영화 《트랜스포머》에서 샘 윗윅키(샤이아 러버프)의 애정 상대 미카엘라 베인스 역으로 출연한다. 영화는 세계적으로 7억 970만 달러를 벌어들이면서 흥행에 성공했고, 폭스는 섹시한 이미지로 세계적인 스타덤에 올랐다. MTV 무비 어워드에서 신인상과 틴 초이스 어워드에서 초이스 영화 여배우: 액션 어드벤처, 초이스 영화: 여자 신인, 초이스 영화: 립록 부문 후보에 올랐지만, 수상에는 실패했다. 이후 폭스는 《트랜스포머》 영화 시리즈에 두 편 더 출연하기로 계약했다. 같은 해 6월 제프 브리지스, 사이먼 페그, 커스틴 던스트와 함께 《하우 투 루즈 프렌즈》에 소피 매스 역으로 출연 했으나, 박스오피스 흥행 실패로 끝났다.

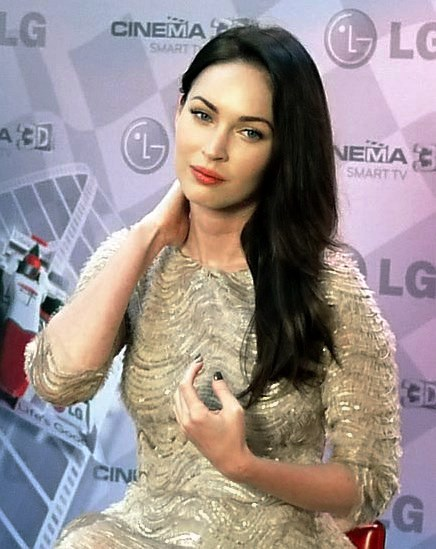
2011년 LG 3D TV 광고 프로모션 중의 메건 폭스.

2009년에는 《트랜스포머》의 후속작 《트랜스포머: 패자의 역습》에서 또 다시 미카엘라 베인스로 출연했다. 영화 촬영 중 감독 마이클 베이는 10 파운드를 얻기 위해 여배우를 교체하려 하는 등 메건 폭스의 출연을 두고 많은 논란이 있었다. 영화는 2009년 6월 24일 세계적으로 개봉되었다. 후속작은 세계적으로 8억3,630만 달러의 수익을 기록하면서 전 작을 뛰어넘는 성공을 거뒀다. 폭스는 《트랜스포머》 세 번째 시리즈 《트랜스포머 3》에도 출연할 예정이였지만 감독 베이를 아돌프 히틀러에 비유하는 발언을 하면서 퇴출되었다. 이후 베이는 잡지 《GQ》와의 인터뷰에서 공동 제작자이던 스티븐 스필버그의 명령에 따라 폭스를 퇴출시켰다고 말했다. 《트랜스포머》 시리즈에서 하차한 후, 아카데미상 수상 작가 디아블로 코디가 쓴 《죽여줘! 제니퍼》에서 처음으로 주연을 맡았다.
2009년 4월, 《조나 헥스》의 릴라 역을 맡아 촬영을 시작했고 2010년 6월 18일 개봉되었다. 영화에서 폭스는 주연급처럼 홍보했지만, 실제로는 카메오 수준의 분량이었다. 미국에서 3,000개의 극장에서 개봉했지만, 개봉 첫 주 509만 달러를 벌어들여 흥행에 실패한다. 뿐만 아니라 부정적인 평가가 주를 이루며 작품성에서도 혹평을 받았고, 세계 개봉은 전면 취소되었다. 이 영화는 휴스턴 영화 비평가 협회상에서 "올해 최악의 영화"로 선정되었다. 그 다음 미키 루크와 함께 《패션 플레이》에 출연했다. 토론토 국제 영화제에서 처음 선보였으나 비평가들은 "끔찍하고 절망, 모욕스럽다." 등의 부정적인 반응으로 DVD로만 발매되었다. 미키 루크는 《패션 플레이》에 대해 "끔찍했다. 또 다른 끔찍한 영화이다"라고 말했다. 이후 폭스는 3D 다큐멘터리 영화 《Na Nai'a Legend of the Dolphins》에서 하와이긴부리돌고래 목소리를 맡았다. 그리고 도미닉 모너핸과 함께 리한나와 에미넴의 노래 〈Love The Way You Lie〉의 뮤직비디오에 출연했다. 폭스는 뮤직비디오 출연료를 소전 하우스(Sojourn House)에 전액 기부하며 선행을 펼쳤다.
2012년 사샤 배런 코언의 코미디 영화 《독재자》에 카메오로 출연했고, 같은 해 주드 아패토우의 코미디 영화 《디스 이즈 40》에 출연했다. 2012년 9월 9일에는 카툰 네크워크의 어덜트 스윔 중 하나로 딱 한 번 방영된 코미디 드라마 《로봇 치킨》의 에피소드 《로봇 치킨 DC 유니버스 스페셜》에서 로시 레나 목소리 역으로 출연했다.
2013년 1월에는 브라흐마 맥주 브라질 텔레비전 광고에 출연했다. 2013년 2월에는 이전에 함께 했던 감독 마이클 베이와 화해하고 《닌자 거북이》 주인공으로 출연하는 것으로 결정되었다. 영화는 2014년 8월 개봉하였다.

## 이미지
폭스는 세계적인 섹스 심볼로 불리고 있는데, 《엠파이어》와의 인터뷰에서 "올바른 선택을 하고 열심히 공부해 스스로를 개발하고 싶다"는 메건 폭스는 "남성잡지의 표지 모델도 그만 하고 싶다. 이제는 작품성 있는 영화로 인정받겠다"라고 말했고, 이어 "시간을 섹시스타로 살 수는 없다"고 말하며 섹스 심볼이라는 이미지에 대해 반감을 드러냈다. 또한 폭스는 섹시한 이미지로 남자 팬들을 자극할 수는 있지만, 여성들에게는 좋지 않은 인상으로 "여성들은 내가 멍청하거나 아니면 그저 외모지상주의자라는 선입견을 갖고 있다. 남성들에게 어필하는 방법은 잘 알고 있지만 여성들이 무조건 나를 싫어하는 이유는 잘 모르겠다"라고 속내를 밝혔다.

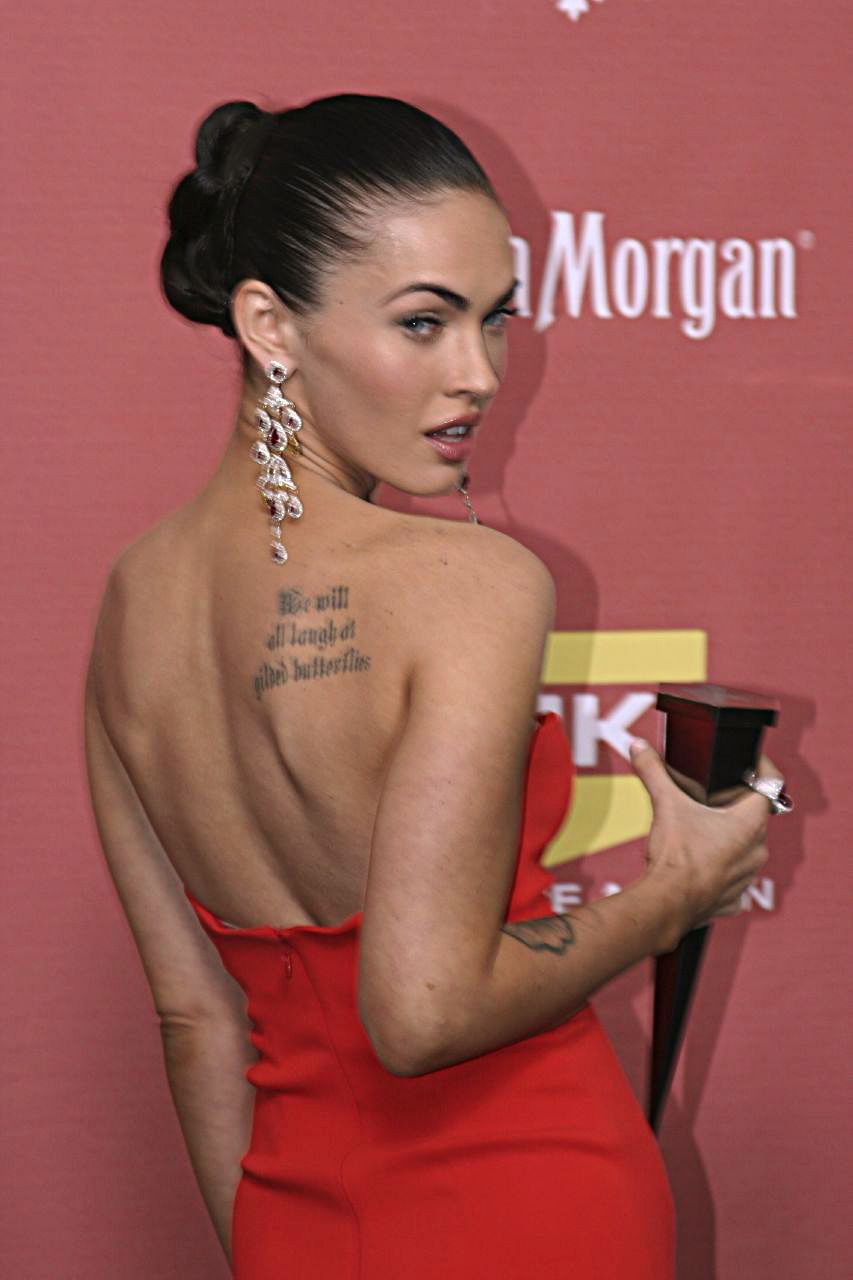
2007년 10월, 등에 있는 폭스의 문신.

폭스는 또한 많은 잡지의 표지 모델로 섰는데, 2007년에 《맥심》 2008년에는 인기를 얻으며 많은 표지모델로 섰는데 《코스모걸》, 《파우 프린트》, 《잭》(이태리), FHM(영국) 그리고 GQ 2009년에는 《유에스에이 위켄》, 《에스콰이어》, 《엠퍼러》, 《맥심》, 《엔터테인먼트 위클리》, GQ, 《엘르》의 표지모델로 섰다. 폭스는 《뉴욕 타임스》와의 인터뷰에서 "남성 잡지 인터뷰시 꼭 취하는 특정한 포즈가 있다"라고 밝혔는데, 그 포즈가 대중들에게 공개되자 파문이 일기도했었다.
폭스는 2004년부터 현재의 남편인 배우 브라이언 오스틴 그린과 함께 해왔다. 영화촬영장에서 만난 그들은 헤어지고 만나기를 반복했지만 2010년 6월 하와이에서 조용한 결혼식을 올렸으며 2008년에 자신이 양성애자라는 사실을 언급했다. 폭스는 18세 때 니키타라는 러시아의 여성 스트리퍼와 사랑에 빠졌었다고 밝히며 이 경험을 바탕으로 모든 인간은 양성 모두에게 끌린다는 믿음을 예증하였다고 한다. 하지만, 여자와의 잠자리는 가지지 않는다고 스스로 밝혔다.
한편, 당시 애인이였던 브라이언 오스틴 그린에 대해서는 "그를 칼로 찌르고 싶은 충동을 느꼈다. 그래서 총을 가지고 있지 않다. 내가 무슨 짓을 할지 두렵기 때문이다"라고 말했다. 또한 《롤링 스톤지》와의 인터뷰에서 자신의 불안정함과 자해경험들을 공개적으로 밝히며 다음과 같이 말했다:
| “ | "10대 시절 칼로 자해한 경험이 있지만, 이유는 잘 모르겠다. 하지만 모든 것에 불안감을 느꼈고 나 스스로에 대한 자신감이 없었다" 이어 "섹시스타라는 수식어도 아직 익숙하지 않다. 여전히 나는 자신감을 찾지 못하고 있다." | ” |

메건 폭스는 유명해짐과 동시에 종종 할리우드계의 대표 섹시 배우 안젤리나 졸리와 비교를 당하며 '포스트 안젤리나 졸리'라고도 불릴 정도였다. 대중 매체들 또한 메건 폭스를 안젤리나 졸리와 연관성을 지었다. 한편, 안젤리나 졸리는 나이가 듬과 동시에 섹시 이미지를 심어준 영화 《툼 레이더》에서 하차 하였다. 이로써 영화 관계자들은 이 후의 배우로 메건 폭스를 점찍었고 메건 폭스또한 '라라 크로프트'역을 매우 욕심냈지만, 안젤리나 졸리와 비교당하는 것을 두려워했다며 측근들은 발언했고 폭스는 결국 캐스팅을 거절하였다. 또한 졸리의 아버지인 존 보이트는 외신과의 인터뷰중 “메건폭스와 딸이 비교 될 만하다고 생각하냐?”는 질문에 "그렇지 않다"라고 답하며 부정적인 반응을 보이기도 하였으며, 이미 양성애자임을 밝힌 폭스는 언론과의 인터뷰중 "졸리의 여자친구가 되고 싶다"라고 말하며 큰 화제를 모았다.
폭스는 치골 앞쪽에 남편의 이름인 "브라이언"을 새겼고 오른쪽 팔뚝에는 매릴린 먼로의 초상 타투 등 알려진 문신 개수만해도 8개이다. 또한 오른쪽 발목에는 별과 초승달이 합쳐진 패션 타투가 새겨져있는데, 이 문신은 폭스의 문신 중 유일한 컬러 타투이다. 2011년 오른쪽 팔뚝에 새겼던 매릴린 먼로 초상 타투는 "먼로가 부정적인 캐릭터이기 때문"이라며 지웠다.

## 개인사

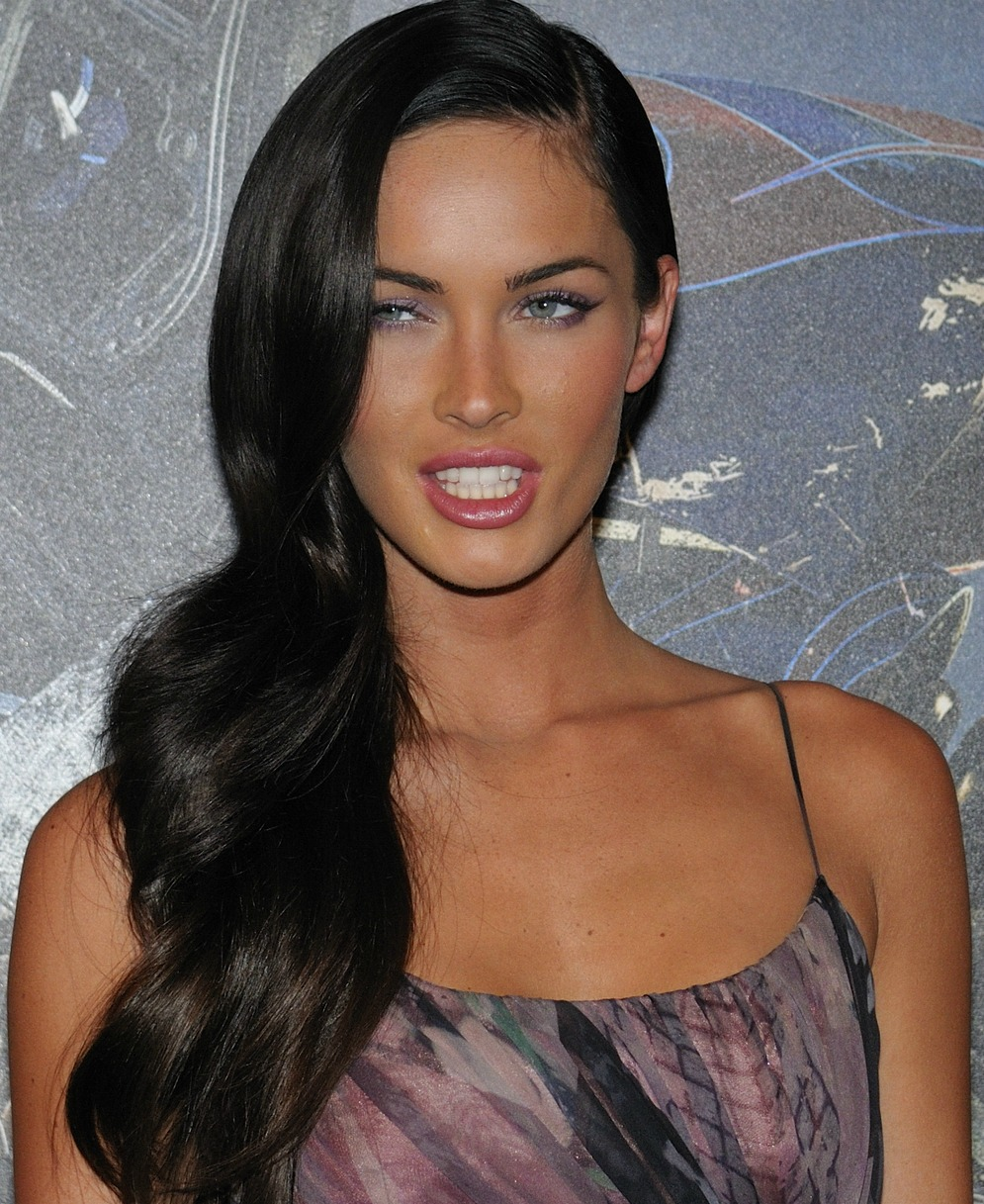
2009년 프랑스 파리에서 진행된 《트랜스포머 2》 시사회에서 폭스.

폭스는 2004년 《희망과 신념》에서 브라이언 오스틴 그린을 처음 만났는데, 당시 폭스는 18살, 그린은 30살이었다. 2006년 11월 둘은 약혼식을 올렸지만 2009년 2월 파혼을 발표했다. 그러나 몇 개월 후, 함께 여행을 떠나는 등 사이가 다시 좋아졌고 2010년 1월에 약혼식을 다시 올렸다. 이후 폭스는 2006년부터 약혼 관계를 지속적으로 유지해왔다면서 사실을 부인했다. 2010년 6월에는 그린이 폭스에게 다이아몬드 2캐럿 약혼 반지와 함께 프러포즈를 했다. 같은 해 6월 24일 둘은 마우이섬의 포 시즌 리조트에서 비밀리에 결혼식을 올렸다. 폭스는 그린과의 사이에서 첫째 아들 노아 섀넌 그린(2012년 9월 27일생)과 둘째 아들 보리 랜섬 그린(2014년 2월 12일생)을 낳았다. 또한 폭스는 그린이 폭스와 결혼 전 배우 버네사 마실 사이에서 낳은 아들 캐시어스 리자 마실 그린(2002년 3월 30일생)의 새어머니이다. 2015년 8월 21일, 폭스는 그린과 언론에 이혼을 공식 발표하고 이후 이혼 소송을 시작하였다. 2016년 재결합하였고 셋째 아들 저니 리버 그린(2016년 8월 4일생)을 낳았다.
폭스는 만화, 애니메이션, 비디오 게임을 매우 좋아한다고 한다. 가장 좋아하는 작가는 마이클 터너로, 그가 만든 만화책 《패덤》을 오랫동안 좋아했다고 말했다. 또 강아지 두 마리를 키우고있는데, 그 중 한 마리인 포메라니안의 이름은 섹스 피스톨즈의 시드 비셔스에서 본 땄다고한다.
폭스는 또한 오른손 엄지 손가락이 단지증을 앓고 있다고한다. 2010년에는 강박 장애를 앓고있다 밝히며 "다른 사람이 쓰던 화장실이나 욕실을 보면 박테리아가 사방에 득실거리는 것 같다."라고 말했고 이어 "식당 포크 또한 다른 사람들이 사용했을 텐데 내 입속으로 박테리아가 들어간다는 생각을 하면 끔찍하다."라며 심경을 토했다. 또한 영국의 잡지 《원더랜드》와의 인터뷰에서 "나는 정신 질환이 있다. 경계성 인격장애나 경미한 정신 분열증 발작 증세가 있다는 생각과 끊임없이 싸우고 있다"라고 밝혔고, 이어 매릴린 먼로를 매우 좋아한다고 말했다. 2009년에는 NBC 《지미 팰런 쇼》에 출연해 "대본이든 신문이든 건조한 종이를 만지는 것을 참지 못하겠어요. 그래서 항상 손에 침을 발라야 해요"라고 밝혔고 이어 "책을 읽고 싶으면 옆에 물 한 컵을 떠다 놓고 손가락을 물에 계속 담가 준다"고 말했다. 또한 "저는 집에 불을 항상 켜두는데, 불이 꺼지면 서둘러 스위치가 있는 곳으로 달려간다. 안 보이면 무섭다"고 말하며 유령을 믿어 어두운 곳을 싫어한다.
한편, 《죽여줘! 제니퍼》의 촬영 중 상반신이 노출된 사진이 인터넷에 유출되었는데, "내가 영화에서 벗은 모습은 상상해 본 적 없다. 인터넷이 활성화된 현재는 물론, 영원히 그렇게 될 것"이라고 말했으며, 이어 "내 섹스 비디오는 절대로 볼 수 없을 것"이라며 영화에서 노출을 하지 않겠다고 말했다. 메건 폭스는 영국 GQ와의 인터뷰에서 배우는 매춘부 같다는 발언을해 세계적으로 논란이 일었는데, 이에 대해 폭스는 "사실상 그런 발언을 했었던 건 남자 배우나 여자 배우들이 결국 자신의 이미지를 사고파는 사람이다. 그런 점을 들어 매춘과 같다고 생각했다"며 "하지만 어떤 의도를 가지고 누군가에게 상처를 주려고 한 말은 아니다"라고 해명했다.

## 출연 작품

### 영화
| 연도 | 제목                                | 역할               | 비고                  |
| ---- | ----------------------------------- | ------------------ | --------------------- |
| 2001 | 《홀리데이 인 더 선》               | 브리아나           | 비디오 개봉           |
| 2003 | 《나쁜 녀석들 2》                   | 클럽 키즈          | 엑스트라 출연         |
| 2004 | 《드라마 퀸》                       | 칼라 산티니        |                       |
| 2004 | 《크라임즈 오브 패션》              | 캔디스             | 텔레비전 영화         |
| 2007 | 《트랜스포머》                      | 미카엘라 베인스    |                       |
| 2008 | 《하우 투 루즈 프렌즈》             | 소피 매스          |                       |
| 2008 | 《창녀》                            | 로스트             |                       |
| 2009 | 《트랜스포머: 패자의 역습》         | 미카엘라 베인스    |                       |
| 2009 | 《죽여줘! 제니퍼》                  | 제니퍼             |                       |
| 2010 | 《조나 헥스》                       | 릴라               |                       |
| 2010 | 《Na Nai'a Legend of the Dolphins》 | 하와이스피너돌고래 | 목소리                |
| 2010 | 《패션 플레이》                     | 릴리 러스터        |                       |
| 2011 | 《프렌즈 위드 키즈》                | 메리 제인          |                       |
| 2012 | 《독재자》                          | 자신               | 카메오                |
| 2012 | 《로봇 치킨 DC 유니버스 스페셜》    | 루이스 레인        | 목소리, 텔레비전 영화 |
| 2012 | 《디스 이즈 40》                    | 데시               |                       |
| 2014 | 《닌자터틀》                        | 에이프릴 오닐      |                       |
| 2016 | 《닌자터틀 2》                      | 에이프릴 오닐      |                       |
|      | 《제로빌》                          |                    |                       |
| 2019 | 《장사리: 잊혀진 영웅들》           | 매기               |                       |
| 2019 | 《나야 레전드 오브 더 골든 돌핀》   |                    | 애니메이션            |
| 2021 | 《FBI 데스트랩》                    | 레베카 롬바르디    |                       |
| 2021 | 《오로라》                          |                    |                       |
| 2022 | 《익스펜더블 4》                    |                    |                       |
| 2022 | 《카터》                            | 미국 여자          |                       |

### 텔레비전
| 연도    | 제목                      | 역할               | 비고                                                           |
| ------- | ------------------------- | ------------------ | -------------------------------------------------------------- |
| 2003    | 《What I Like About You》 | 섀넌               | 에피소드: "Like a Virgin (Kinda)"                              |
| 2004    | 《두 남자와 1/2 》        | 프루던스           | 에피소드: "Camel Filters and Pheromones"                       |
| 2004    | 《더 헬프》               | 카산드라 리지웨이  | 3 에피소드                                                     |
| 2004–06 | 《희망과 신념》           | 시드니 샤노스키    | 48 에피소드                                                    |
| 2011    | 《로봇 치킨》             | 자신 / 루이스 레인 | 목소리 에피소드: "The Core, the Thief, His Wife and Her Lover" |
| 2012    | 《웨딩 밴드》             | 알렉스 조단        | 에피소드: I Love College                                       |

### 뮤직비디오
| 연도 | 가수                    | 제목                   | 비고                         |
| ---- | ----------------------- | ---------------------- | ---------------------------- |
| 2010 | 에미넴 featuring 리한나 | "Love the Way You Lie" | 빈칸                         |
| 2009 | 패닉 엣 더 디스코       | "New Perspective"      | 《죽여줘! 제니퍼》 장면 일부 |

### 방송
- 2019년 코미디TV 《맛있는 녀석들》

## 수상 및 후보 목록
| 연도 | 후보 작품                                | 시상식                    | 수상 부문                                                        | 결과 |
| ---- | ---------------------------------------- | ------------------------- | ---------------------------------------------------------------- | ---- |
| 2005 | 희망과 신념                              | 영 아티스트 어워즈        | 최우수 퍼포먼스 TV 시리즈 (코미디, 드라마 부문) 신인 조연 배우상 | 후보 |
| 2007 | 트랜스포머                               | 틴 초이스 어워드          | 초이스 무비 여배우: 액션 어드벤쳐                                | 후보 |
| 2007 | 트랜스포머                               | 틴 초이스 어워드          | 초이스 무비: 신인 여자                                           | 후보 |
| 2007 | 트랜스포머                               | 틴 초이스 어워드          | 초이스 무비: 키스신                                              | 후보 |
| 2007 | 트랜스포머                               | 내셔널 무비 어워즈        | 최우수 여자 퍼포먼스                                             | 후보 |
| 2008 | 트랜스포머                               | MTV 무비 어워드           | 브레이크스루 퍼포먼스                                            | 후보 |
| 2009 |                                          | 틴 초이스 어워드          | 초이스 여자 매력상                                               | 수상 |
| 2009 | 트랜스포머: 패자의 역습                  | 틴 초이스 어워드          | 초이스 섬머 무비 스타 여자                                       | 수상 |
| 2009 | 트랜스포머: 패자의 역습                  | 스크림 어워드             | 최우수 SF 배우                                                   | 수상 |
| 2009 | 트랜스포머: 패자의 역습 (비디오 게임)    | 스피크 비디오 게임 어워즈 | 최우수 여자 퍼포먼스                                             | 수상 |
| 2010 | 죽여줘! 제니퍼와 트랜스포머: 패자의 역습 | 제30회 골든라즈베리상     | 2009년 최악의 배우                                               | 후보 |
| 2010 | 트랜스포머: 패자의 역습                  | 제30회 골든라즈베리상     | 2009년 최악의 커플                                               | 후보 |
| 2010 | 트랜스 포머: 패자의 역습                 | 키즈 초이스 어워드        | 가장 좋아하는 영화 배우                                          | 후보 |
| 2010 | 죽여줘! 제니퍼                           | MTV 무비 어워즈           | 최고의 황당한 순간상                                             | 후보 |
| 2010 |                                          | 틴 초이스 어워드          | 초이스 여자 매력상                                               | 수상 |
| 2010 | 죽여줘! 제니퍼                           | 틴 초이스 어워드          | 초이스 무비 배우: 호러/스릴러                                    | 수상 |
| 2011 | 조나 헥스                                | 골든라즈베리상            | 최악의 배우                                                      | 후보 |
| 2011 | 조나 헥스                                | 골든라즈베리상            | 최악의 커플                                                      | 후보 |